# Livre rouge de Hergest

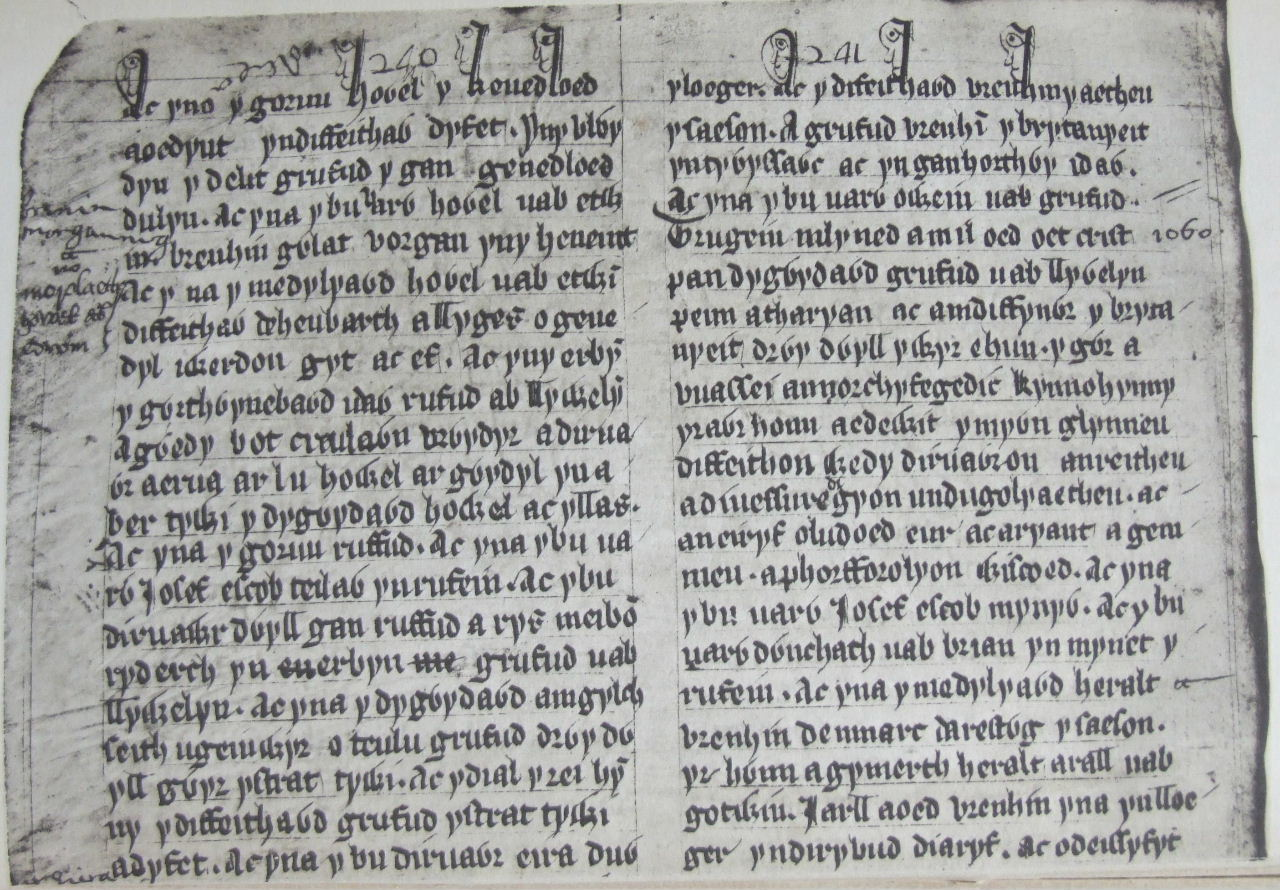
Llyfr Coch Hergest (1375-1425).

Le Livre rouge de Hergest (en gallois : Llyfr coch Hergest) est l'un des plus importants manuscrits médiévaux gallois. Il contient à la fois prose et poésie et fut écrit vers 1382–1410.
Il est conservé à Oxford, dans la bibliothèque Bodléienne pour le Jesus College (MS 111), c'est un don fait par Thomas Wilkins en 1701.
L'un des quelques copistes ayant participé à la rédaction du manuscrit a été identifié comme étant Hywel Fychan fab Hywel Goch de Buellt. On sait qu'il a travaillé pour Hopcyn ap Tomas ab Einion (vers 1330 – après 1403) de Ynysforgan, Abertawe, et il est possible que le manuscrit ait été réalisé pour lui.
Le nom du  manuscrit provient de la reliure en cuir rouge et de l'association avec le lieu Plas Hergest, dans le Herefordshire dans les marches galloises.

## Contenu
La première  partie du manuscrit contient de la  prose, notamment les quatre branches  du Mabinogi, dont c'est l'une des sources (l'autre étant le Livre blanc de  Rhydderch), d'autres contes comme Culhwch ac Olwen, des textes historiques (dont une traduction en gallois de l'Historia Regum Britanniae de Geoffroy de  Monmouth), et d'autres  textes dont une  série des Triades galloises.
Le reste du  manuscrit contient de la poésie de cour des Gogynfeirdd, ces poètes des princes, comme ceux du barde Taliesin.
On y trouve également un recueil de remèdes  que l'on attribue à Rhiwallon Feddyg, fondateur d'une dynastie médicale qui a duré plus de 500 ans, les « médecins de  Myddfai ».
Le livre compte parmi les principales inspirations de J. R. R. Tolkien.

## Sources
1. ↑  Camille Cado, « Le Seigneur des anneaux, une échappatoire pour Tolkien, médiocre académicien ? », sur ActuaLitté.com, 29 janvier 2020 (consulté le 22 mai 2023)

- (en) « Red book of Hergest », dans Meic Stephens, The new companion to the literature of Wales, Cardiff, presses de l'université du Pays de Galles, 1998 (ISBN 0-7083-1383-3).
- (en) Thomas Parry (trad. H. Idris Bell), A history of Welsh literature, Oxford, Clarendon Press, 1955.